# Erlbach (Oberbayern)

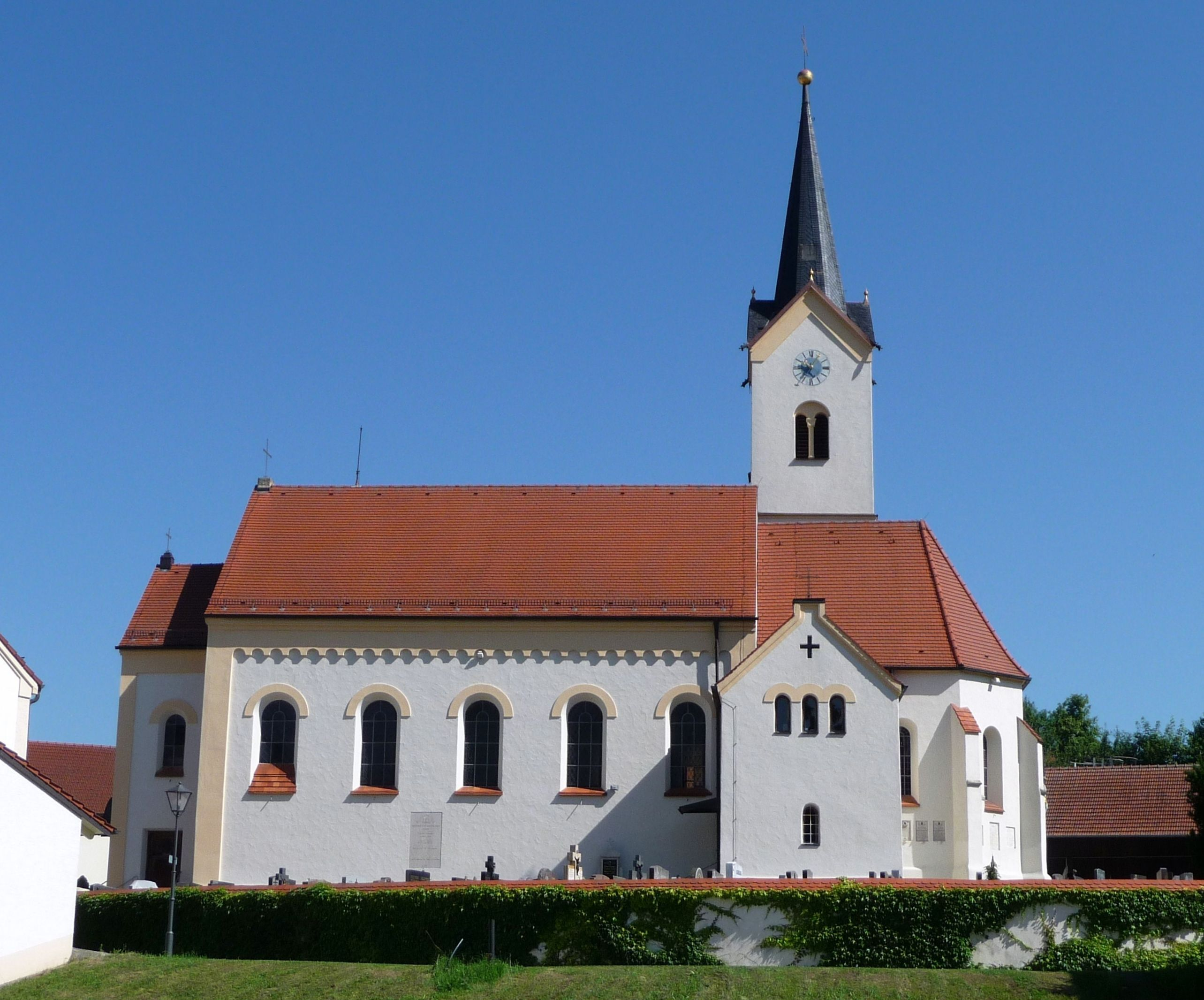
Die Pfarrkirche St. Petrus

Erlbach ist eine Gemeinde im oberbayerischen Landkreis Altötting. Das gleichnamige Pfarrdorf ist Sitz der Gemeindeverwaltung.

## Geografie
Die Gemeinde liegt in der Region Südostoberbayern.

### Gemeindegliederung
Es gibt 84 Gemeindeteile:
| Pfarrdörfer - Erlbach Dörfer - Adstetten - Sulzberg Weiler mit Kirche - Endlkirchen Weiler - Buch - Buchholz - Eisenbuch - Ellbrunn - Freiung - Gallau - Giglberg - Haizing - Hasling | - Hölzlwimm - Hütting - Kirchberg - Maierhof - Obereck - Öging - Petzenthal - Pleining - Samping - Siedelsberg - Sonnöd - Steinhausen - Streifing - Taiding - Thomasbach - Trossen - Untereck - Zaunhub | Einöden - Aigen - Augassen - Bemberg - Birnbach - Blümlhub - Bockhub - Brandl - Breitenaich - Breitenloh - Bruckhäusl - Enggrub - Gensöd - Gmachl - Grub - Guntendobl - Hauzing - Hinterbuch | - Hintereck - Hinterthann - Hochreit - Hochwimm - Hofer - Holzbrand - Kammergrub - Katzhub - Kroned - Kronsberg - Listhub - Maschberg - Moos - Moosgrub - Murbach - Niederach - Nunend - Pallerstall | - Pfaffenberg - Reichhof - Reiter - Sachsened - Schöftenhub - Seiböck - Spielberg - Straß - Thannermann - Vilseck - Vorrathing - Weiher - Weingarten - Weißgraben - Wolfsberg - Zell - Zellreit - Zogl |

Es gibt die Gemarkungen Endlkirchen und Erlbach.

## Geschichte

### Bis zur Gemeindegründung
Hügelgräber beim Bemberger Holz lassen auf eine Besiedelung der Gegend bereits in der Bronzezeit schließen. Ein Herimann von Erlbach wurde 1140 als Siegelzeuge urkundlich erwähnt, 1170 ein Wilhelm von Erlbach. Zu Zeiten der Pest entstand ein bei Petzenthal gelegener Pestfriedhof. Erlbach gehörte zum Rentamt Burghausen und zum Landgericht Altötting des Kurfürstentums Bayern. Im Zuge der Verwaltungsreformen in Bayern entstand mit dem Gemeindeedikt von 1818 die Gemeinde Erlbach.

### Gemeindefusion
Im Zuge der Gebietsreform in Bayern entstand die heutige Gemeinde am 1. Januar 1970 durch Zusammenlegung der Gemeinde Erlbach mit der Gemeinde Endlkirchen.

### Einwohnerentwicklung
Zwischen 1988 und 2018 sank die Einwohnerzahl von 1219 auf 1153 Einwohner bzw. um 5,4 %.
| Jahr      | 1970 | 1987 | 1991 | 1995 | 2000 | 2005 | 2010 | 2015 | 2020 | 2023 |
| --------- | ---- | ---- | ---- | ---- | ---- | ---- | ---- | ---- | ---- | ---- |
| Einwohner | 1252 | 1200 | 1207 | 1256 | 1273 | 1238 | 1182 | 1171 | 1196 | 1174 |

## Politik
Die Gemeinde ist Mitglied der Verwaltungsgemeinschaft Reischach. Erlbach ist seit 2017 Sitz derselben.

### Bürgermeisterin
Seit 1. Mai 2020 ist Monika Meyer (UWG) Erste Bürgermeisterin; sie war die einzige Bewerberin und wurde am 15. März 2020 mit 94,92 % der Stimmen gewählt. Ihr Vorgänger war von Mai 2008 bis April 2020 Franz Watzinger (Unabhängige Erlbacher Liste); er kandidierte 2020 nicht mehr.

### Gemeinderat
Nach der letzten Gemeinderatswahl am 15. März 2020 hat der Gemeinderat zwölf Mitglieder. Die Wahlbeteiligung lag bei 75,4 % (2014: 63,55 %). Es lag nur der Wahlvorschlag der Unabhängigen Wählergemeinschaft Erlbach vor, deren zwölf Bewerber mit den meisten Stimmen erhielten die Mandate für die nächsten sechs Jahre. In der Amtszeit 2014 bis 2020 hatte die Unabhängige Erlbacher Liste alle zwölf Sitze erhalten.
Der Gemeinderat besteht aus den zwölf Mitgliedern und der Ersten Bürgermeisterin.

### Wappen
| Wappen von Erlbach | Blasonierung: „Gespalten von Rot und Silber, vorne ein senkrecht stehender silberner Schlüssel, hinten über grünem Dreiberg eine schwarze Pflugschar.“ |
| Wappen von Erlbach | Wappenbegründung: Der Schlüssel, Attribut des heiligen Petrus, weist auf das Petruspatrozinium der erst seit 1895 selbstständigen Pfarrgemeinde Erlbach hin, die sich zum großen Teil mit der politischen Gemeinde Erlbach deckt. Der grüne Dreiberg symbolisiert die geografische Lage im hügeligen Holzland. Die Pflugschar verweist auf die überwiegend landwirtschaftliche Struktur im Gemeindegebiet. Die Feldfarben Rot und Silber erinnern wohl an die historischen Beziehungen nach Salzburg; das Gebiet des heutigen Landkreises Altötting war seit dem 8. Jahrhundert weitgehend Salzburger Missionsgebiet und gehörte später zum Erzbistum Salzburg. Dieses Wappen wird seit 1982 geführt. |

## Wirtschaft und Infrastruktur

### Wirtschaft einschließlich Land- und Forstwirtschaft
Im Jahr 2020 gab es nach der amtlichen Statistik 76 sozialversicherungspflichtig Beschäftigte am Arbeitsort. Sozialversicherungspflichtig Beschäftigte am Wohnort gab es 516. Im verarbeitenden Gewerbe gab es keinen und im Bauhauptgewerbe einen Betrieb. Zudem bestanden im Jahr 2016 68 landwirtschaftliche Betriebe mit einer landwirtschaftlich genutzten Fläche von 1715 ha, davon waren 1012 ha Ackerfläche.

### Sport
Der Sportverein SV Erlbach ist einer der größten Vereine des Ortes. Die erste Fußball-Herrenmannschaft spielt seit der Saison 2021/2022 in der fünftklassigen Bayernliga Süd. Des Weiteren gibt es eine zweite und eine dritte Herrenmannschaft. Eine Damenmannschaft nahm 2006/2007 erstmals am Spielbetrieb teil. Alle Jugendmannschaften von der A- bis zur F-Jugend sind mit mindestens einer Mannschaft im Spielbetrieb vertreten.
Ein weiterer großer Verein des Ortes sind die Sportschützen Hubertus Erlbach. Hier wird mit Luftgewehr und -pistole geschossen.

## Persönlichkeiten
- Josef Lanzinger (1848–1919), Landwirt und Mitglied des Deutschen Reichstags
- Gottfried Wallenreuter (1878–1942), Landrat